# Aigle (fusée)
Pour les articles homonymes, voir Aigle (homonymie).
La VE 10 Aigle est une fusée expérimentale française, développé par la Société d'étude et de réalisation d'engins balistiques (SEREB) pour le programme des « Études balistiques de base » (EBB), dits des « Pierres Précieuses ». Elle a été lancée à six reprises depuis le Centre Interarmées d'Essais d'Engins Spéciaux entre 1960 et 1964 dans le cadre de la mise au point de missiles balistiques. Elle a été par la suite remplacée par la fusée Agate.

## Histoire
En 1961, la France, précisément, le SEREB, entame le début du projet « Études balistiques de base » (EBB), dits des « Pierres précieuses », consistant à mettre au point le missile S2 et le lanceur Diamant. Le développement industriel est confié aux deux sociétés Nord-Aviation et Sud-Aviation. Entre 1961 et 1965, la France possède toutes les connaissances nécessaires pour la réalisation d’un missile à longue portée ainsi que d’un lanceur de satellite. Plusieurs fusées expérimentales sont conçues permettant de mettre au point séparément un ou plusieurs équipements. La VE 9 est conçue pour expérimenter la récupération d’ogives massives, de plus de 300 kg, après largage depuis un bombardier SO4050 Vautour. Par la suite, la case à équipements de la VE 9 est placée sur un premier étage plus puissant, propulsé par un SEPR 727, ce qui aboutit au VE 10 Aigle. Son objectif est identique à celui de la VE 9. Sa case à équipements sera, quant à elle, transférée sur son successeur, la VE 110 Agate, et par la suite sur les fusées expérimentales à propulsion liquide du programme : Topaze, Rubis et Saphir.

## Description
Similaire à la VE 9, d'une taille de 0,55 m de diamètre et d’une longueur de 8 mètres (pour la VE10) ou 6,96 m (pour la VE10A), la VE10 Aigle est destinée à tester les équipements de télémesure, elle était propulsée par 984 kg de combustible solide - plastolite - brûlant pendant 16 secondes. Elle pouvait propulser 360 kg de charge utile jusqu'à une vingtaine de kilomètres d'altitude.

## Historique des lancements
| Succès | Succès | Succès | Vol n° | Version | Date de lancement (UTC) | Base de lancement         | Objectif                | Notes         |
| ------ | ------ | ------ | ------ | ------- | ----------------------- | ------------------------- | ----------------------- | ------------- |
|        | ~      |        | 1      | -       | 17 décembre 1960        | Site Brigitte - Hammaguir | Récupération ogive      | Échec partiel |
|        | ~      |        | 2      | -       | 19 décembre 1960        | Site Brigitte - Hammaguir | Récupération ogive      | Échec partiel |
|        | ~      |        | 3      | -       | 16 mars 1961            | Site Brigitte - Hammaguir | Récupération ogive      | Échec partiel |
|        | ~      |        | 4      | -       | 21 mars 1961            | Site Brigitte - Hammaguir | Récupération ogive      | Échec partiel |
|        | ✓      |        | 5      | A       | 5 mars 1963             | Site Brigitte - Hammaguir | Technologie, Télémétrie |               |
|        | ✓      |        | 6      | A       | 2 novembre 1964         | Site Brigitte - Hammaguir | Technologie, Télémétrie |               |